# Josip Jelačić
(Jelačić, proclama dell'autunno 1848)
Il conte Josip Jelačić di Bužim (Petrovaradin, 16 ottobre 1801 – Zagabria, 20 maggio 1859) è stato bano di Croazia dal 23 marzo 1848 al 19 maggio 1859.
Divenne noto nella sua epoca per una serie di campagne militari contro le forze rivoluzionarie nel 1848 e per aver sostenuto l'abolizione della servitù della gleba in Croazia.

## Biografia
In giovane età Jelačić rimase orfano di padre, Franjo Jelačić, valoroso generale dell'Impero Asburgico durante le guerre napoleoniche; suo fratello fu il generale Georg Jelačić von Bužim. Anche Josip seguì la carriera militare nell'esercito imperiale e per circa quarant'anni svolse il proprio servizio in numerose guarnigioni sparse nei territori italiani dell'Impero.
Il 23 marzo 1848, poco dopo lo scoppio della rivoluzione a Vienna, il governo imperiale lo nominò bano (governatore) della Croazia, con il comando di tutte le forze armate presenti. Fervente patriota croato ed antagonista deciso di uno Stato unitario ungherese, il successivo 5 giugno Jelačić convocò una dieta regionale a Zagabria con rappresentanti provenienti da varie parti della Croazia, della Dalmazia e della Slavonia, la quale proclamò, dietro pressione proprio di Jelačić, l'indipendenza del regno unito di Croazia, Slavonia e Dalmazia dall'Ungheria. La dichiarazione di indipendenza era avvenuta senza l'accordo con il governo centrale dell'Impero Asburgico, anzi quest'ultimo in un primo momento aveva appoggiato le pretese del governo ungherese ed aveva destituito Jelačić dalla carica di bano (metà giugno - inizio settembre 1848).

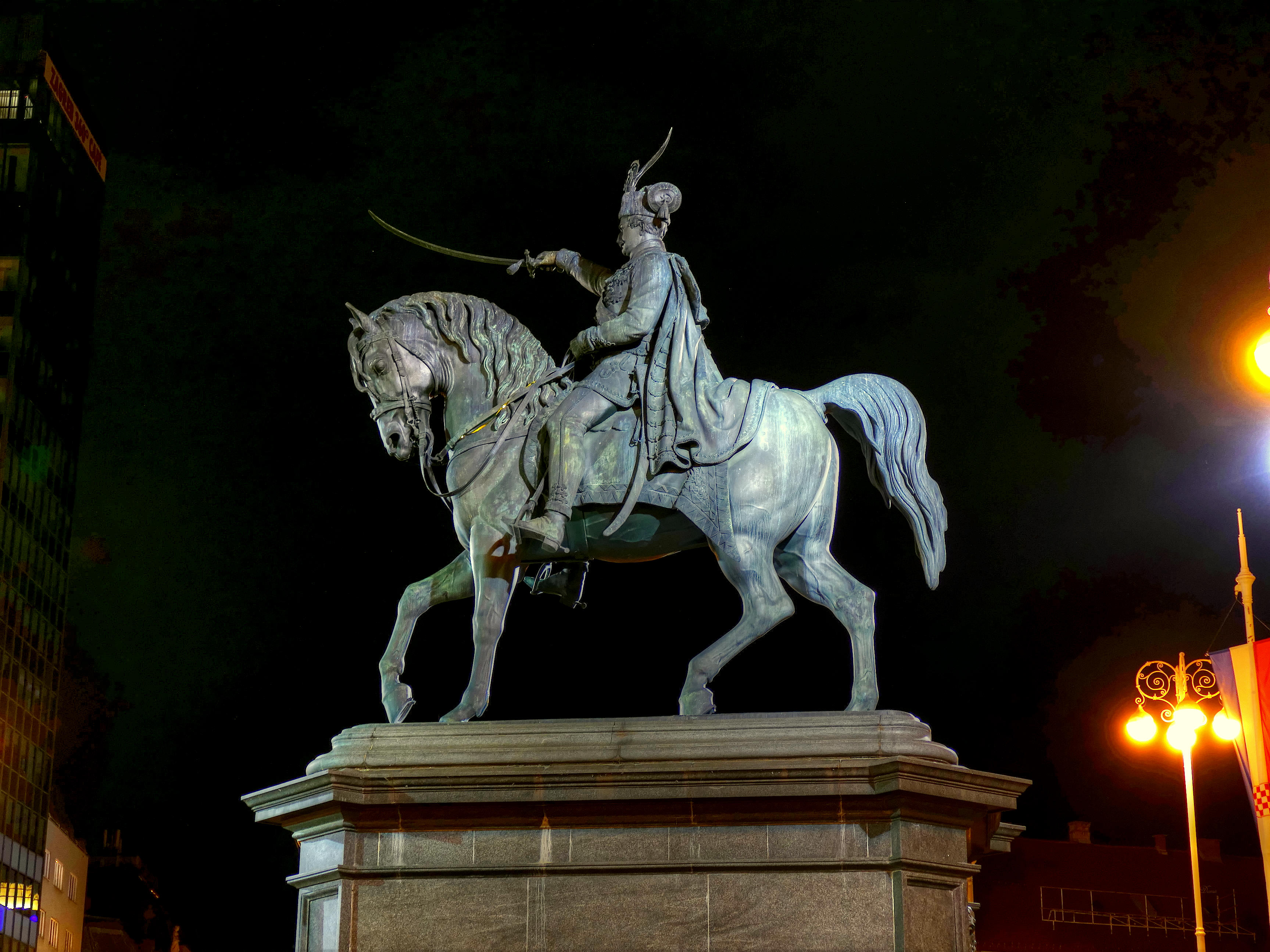
Statua equestre di Josip Jelačić, Zagabria

Esplosa la rivolta ungherese e riacquistata la carica di bano, l'11 settembre Jelačić dichiarò guerra ai rivoluzionari ungheresi e con 40.000 uomini passò la Drava puntando verso Pest. In breve tempo, però, il suo esercito si mostrò non all'altezza dell'armata rivoluzionaria ungherese, per cui Jelačić dovette ritirarsi in direzione di Vienna. Alla fine di ottobre riuscì a respingere presso Schwechat un'armata ungherese, che cercava di portare aiuto alla popolazione di Vienna in rivolta. Questa vittoria permise poi a Windisch-Graetz di prendere Vienna e di sopprimere la rivolta nella capitale. Nonostante la grave crisi dell'Impero, la classe dirigente austriaca non volle appoggiare pienamente Jelačić, che voleva raccogliere forze sufficienti per sfruttare le condizioni favorevoli che si erano create dopo la presa di Vienna e marciare contro i rivoltosi ungheresi e batterli in modo definitivo. Per il resto della rivoluzione Jelačić dovette accontentarsi di un comando di Corpo d'armata nella parte meridionale dell'Ungheria, continuando a battersi duramente contro gli insorti.
Sedati i moti rivoluzionari in tutto l'Impero, Jelačić mantenne la sua funzione di bano in Croazia; nel 1854 riuscì a far elevare la diocesi di Zagabria al rango di arcidiocesi, ottenendo così l'emancipazione ecclesiastica della Croazia dall'Ungheria.